# Роберт I (Намюр)
Роберт I (на френски: Robert Ier de Namur, † пр. 981) е от 946 г. до смъртта си comes на Намюр в Ломегау.

## Произход
Той е син на граф Беренгар († ок. 940) и наследничката на Ломегау, дъщеря на херцог Регинар I на Лотарингия (900 – 911).

## Фамилия
Роберт I се жени за Ерменгарда от Лотарингия († 1012), дъщеря на граф Ото от Вердюн, херцог на Лотарингия (940 – 944). Двамата имат децата:
- Алберт I († пр. 1011), граф на Намюр (973 – 1010)
- Гизелберт
- Ратбоуд